# John Richards (generale)
Sir John Charles Chisholm Richards (21 febbraio 1927 – 5 ottobre 2004) è stato un generale inglese.

## Carriera
Richards si unì nei Royal Marines nel 1945. Venne nominato ufficiale capo del 45 Commando nel 1968, comandante del 42 Commando nel 1972 e 3 Commando Brigade nel 1975 prima di essere nominato comandante generale dei Royal Marines (1977-1981).
Dopo il suo ritiro, Richards divenne Marshal of the Diplomatic Corps (1982-1991);  fu succeduto da James Weatherall.
Nel 1953 sposò Audrey Hidson ed ebbero tre figli.